# Friedenshort (Neuendettelsau)

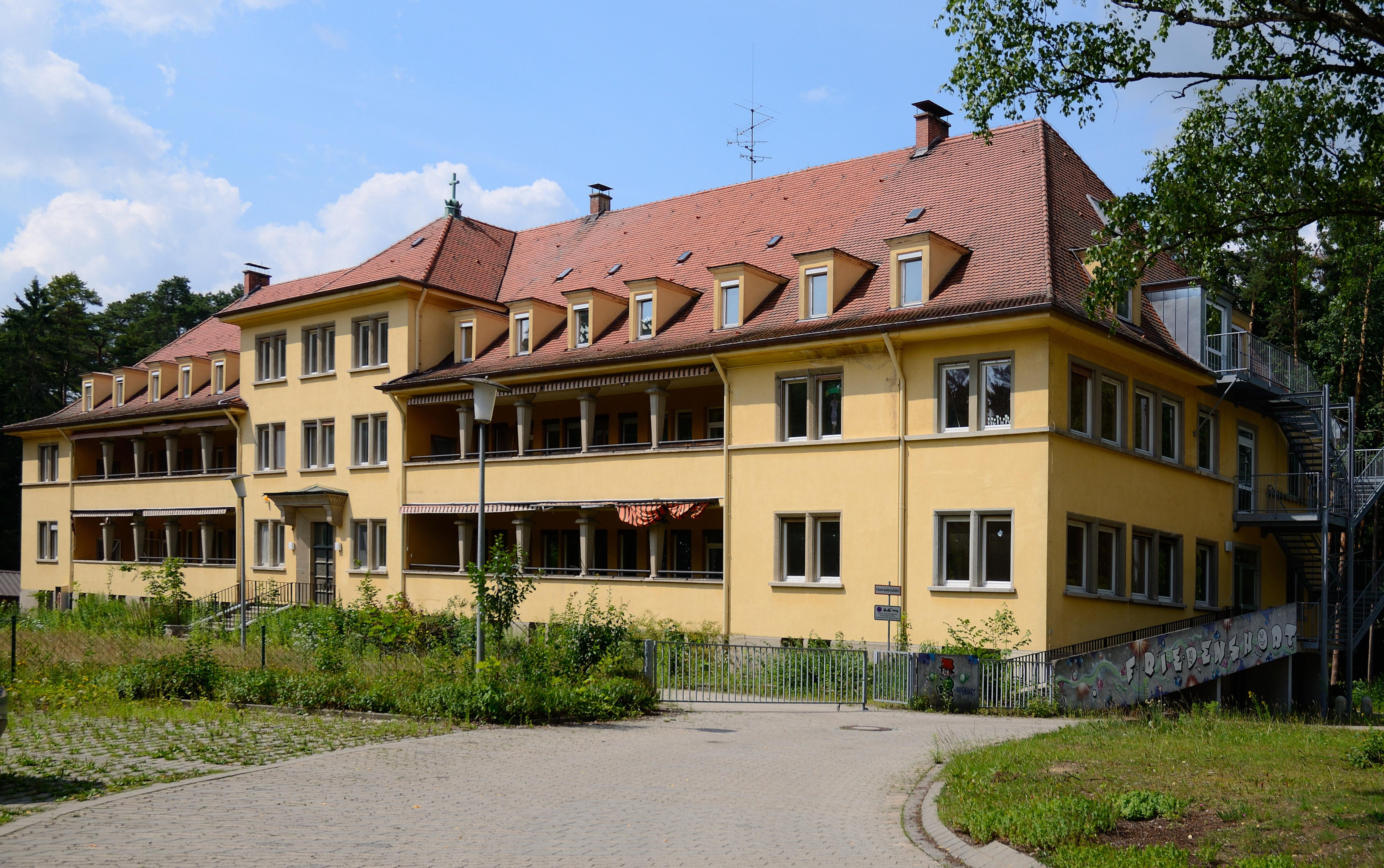
Friedenshort vor der Sanierung, Südseite

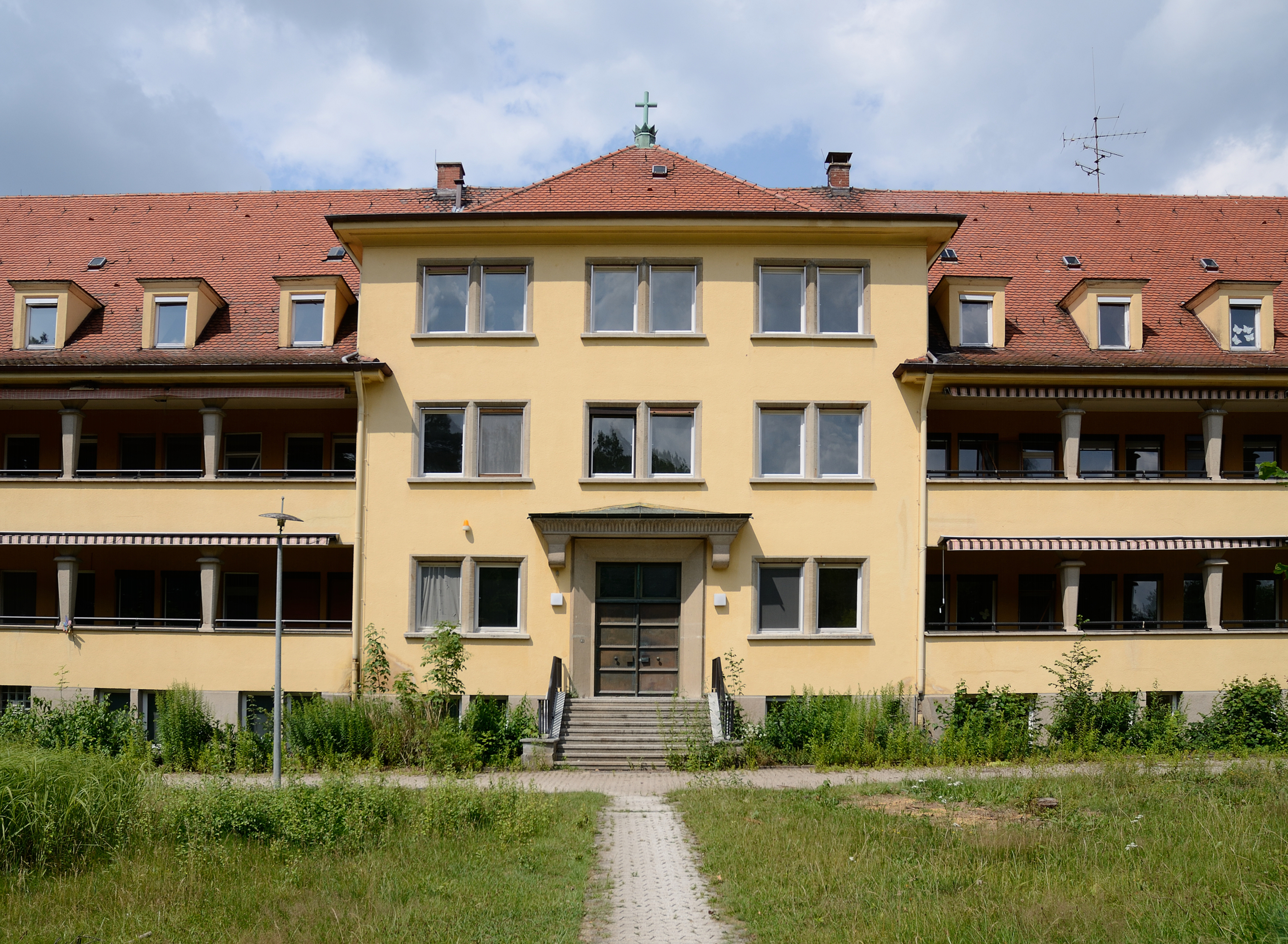
Mittelrisalit mit Loggien zur rechten und linken Seite

Der Friedenshort ist ein denkmalgeschütztes Gebäude, Haus Nr. 55 der Heilsbronner Straße in Neuendettelsau und wird heute als Förderzentrum St. Martin der Diakonie Neuendettelsau genutzt. 

## Geschichtliches
Wegen der hohen Nachfrage von Pflegeplätzen kam es 1911/12 zu einem Asylbau im sogenannten Blödenwald der Diakonissenanstalt. Bereits 1928 wurde dieser durch einen Neubau nach den Plänen des Nürnberger Architekten Christian Ruck ersetzt. Der Neubau wurde Pflegeanstalt II genannt. Das Christophorusheim, das bereits 1864 in Neuendettelsau gegründet wurde, hieß nun Pflegeanstalt I. In der Pflegeanstalt II lebten ebenfalls Menschen mit geistiger Behinderung, deren Zahl von 100 im Jahr 1928 auf 150 im Jahr 1935 anstieg.
1935 begannen Planungen, die Pflegeanstalt II zu einer Einrichtung für Gemütskranke zu machen, die bis dahin in staatlichen Heil- und Pflegeanstalten behandelt wurden. Deren Fokus lag aber nur auf der bloßen Betreuung Schwersterkrankter und sah eine Förderung in der Regel nicht vor. Für die geistig Behinderten der Pflegeanstalt II bestand mittlerweile die Möglichkeit, sie in anderen Heimen der Diakonie unterzubringen. Am 1. April 1936 konnte der Betrieb des Kurheims Friedenshort, wie die Pflegeanstalt II fortan genannt wurde, unter der Leitung von Dr. Rudolf Boeckh aufgenommen werden. Der Friedenshort hatte eine geschlossene Abteilung für gefährdete Gemütskranke und eine offene für leichter Erkrankte. Die angewandten Methoden waren Arbeitstherapie, Gymnastik, Massage, Diät- und Kneippkuren, Bäder, Freiluft- und Lichtbehandlung. Im Gebäude selbst gab es ein Laboratorium und einen Röntgenapparat für klinische Untersuchungen.
1939, kurz vor Beginn des Zweiten Weltkriegs, wurde der westliche Flügel des Friedenshorts von den Nationalsozialisten beschlagnahmt und als Lazarett umgebaut. Die ersten verwundeten Soldaten trafen im Oktober des gleichen Jahres ein. Im März 1941 wurde der Friedenshort als Hilfskrankenhaus für die Kliniken der Stadt Nürnberg erklärt. Die psychisch Kranken mussten in andere Einrichtungen der Neuendettelsauer Diakonissenanstalt untergebracht werden. In den Jahren 1941 bis 1943 wurde der Friedenshort zusätzlich als Erholungsheim für Soldaten und andere Gäste genutzt, Südtiroler, die im Zuge des Hitler-Mussolini-Abkommens zwangsumgesiedelt wurden, und Evakuierte aus Hamburg.
1944 beschlagnahmte die Nationalsozialistische Volkswohlfahrt das Gebäude. Anstelle der gemischten Nutzung wurde der Friedenshort nun als Mutter- und Kindheim genutzt und entsprechend umgebaut. Nach dem Ende des Zweiten Weltkrieges wurde es als solches weitergenutzt, jedoch unter der Leitung der Neuendettelsauer Diakonissenanstalt. Hinzu kamen 34 Kinder im ersten Lebensjahr aus einem evakuierten Kinderheim in Glogau. Im August 1945 musste das Kinderheim ins Freizeitenheim verlegt werden, da die US Army das Gebäude als Lazarett und Zahnstation nutzen wollte. Wenig später wurde es von der Signal-Corps-School genutzt. Am 8. Mai 1946 wurde der Friedenshort der Diakonissenanstalt rückübereignet und im Frühjahr 1947 wieder als Kinderheim genutzt, daneben aber auch als Katechetisches Seminar zur Ausbildung von Religionslehrerinnen und als Seniorenheim.
Ab 1970 lebten im Friedenshort ausschließlich Kinder mit schwerer geistiger und körperlicher Behinderung. Wegen der baulichen Beschaffenheit konnte eine Weiternutzung nach 2010 nicht mehr erteilt werden. Der Wohnbereich wurde in einem Ersatzneubau in der Falkenstraße ausgegliedert. Ab 2012 wurde das Gebäude generalsaniert und seit 2015 wird es vom Förderzentrum St. Martin genutzt, einer Schuleinrichtung für geistig Behinderte.

## Baubeschreibung
Das Gebäude ist ein langgezogener zweigeschossiger Walmdachbau mit Mittelrisalit und Loggien an der Südseite, der im expressionistischen Heimatstil gehalten ist. Der Bau hat einen rechteckigen Grundriss von 63 × 15 Metern.